# Aultbea
Aultbea (Schots-Gaelisch: An t-Allt Beithe) is een vissersdorp in de Schotse lieutenancy Ross and Cromarty in het raadsgebied Highland op de oevers van Loch Ewe, ongeveer 30 kilometer ten zuidwesten van Ullapool. Het is gelegen aan de zuidoostelijke oever van Loch Ewe, ongeveer 30 km ten westen van Ullapool. Het dorp heeft een basisschool en een klein postkantoor.
Aultbea heeft twee kerken, een winkel, een vrijmetselaarsloge en een ambachtswinkel. Een derde kerkje is momenteel in aanbouw (winter 2020/21). Aultbea heeft ook een NAVO-basis, waar grote schepen vaak aan land komen om te tanken. Er is ook een jaarlijkse "leuke dag" waar de meeste mensen uit het dorp en de omgeving komen om te voetballen of andere activiteiten te doen, of om te socializen met een zelfgebakken scone.
Het dorp heeft twee hotels, die geen van beide open zijn voor zaken (vanaf 2021). Het Aultbea Hotel sloot op een ochtend zonder waarschuwing na een telefoontje van de eigenaar naar het personeel. Het Drumchork Lodge Hotel, dat de thuisbasis was van de Loch Ewe-distilleerderij, is momenteel ook gesloten en wacht op renovatie door nieuwe eigenaren.
Het dichtstbijzijnde vliegveld is in Stornoway, hoewel dat op het eiland Lewis ligt en dus niet handig is om verder te reizen naar Aultbea. Het dichtstbijzijnde treinstation is in Achnasheen, met treinen naar Inverness of westwaarts door het schilderachtige dorpje Plockton naar Kyle of Lochalsh. Er is ook een veerdienst naar het eiland Lewis in het relatief nabijgelegen stadje Ullapool. Deze dienst werd ooit voorgesteld om te worden gevestigd in Aultbea, maar vanwege de afgelegen ligging van Aultbea kreeg Ullapool de veerhaven. een service was naar verwachting laag.